# Стратинська сільська рада
| Стратинська сільська рада — орган місцевого самоврядування у Рогатинському районі Івано-Франківської області з адміністративним центром у с. Стратин. Водоймища на території, підпорядкованій даній раді: річка Студений Потік. Сільській раді підпорядковані населені пункти: - с. Стратин - с-ще Пилипівці - с. Погребівка |

## Склад ради
Рада складається з 13 депутатів та голови.

### Керівний склад ради
| ПІБ                           | Основні відомості                                                                              | Дата обрання | Дата звільнення |
| ----------------------------- | ---------------------------------------------------------------------------------------------- | ------------ | --------------- |
| Дідух Станіслав Володимирович | Сільський голова, 1957 року народження, освіта, член Народного Руху України                    | 26.03.2006   | 31.10.2010      |
| Дідух Станіслав Володимирович | Сільський голова, 1957 року народження, освіта середня спеціальна, член Народного Руху України | 31.10.2010   |                 |

Примітка: таблиця складена за даними джерела